# Kermit (Virgínia de l'Oest)
Kermit és una població dels Estats Units a l'estat de Virgínia de l'Oest. Segons el cens del 2000 tenia 209 habitants.

## Demografia
Segons el cens del 2000, Kermit tenia 209 habitants, 89 habitatges, i 60 famílies. La densitat de població era de 298,9 habitants per km².
Dels 89 habitatges en un 30,3% hi vivien nens de menys de 18 anys, en un 59,6% hi vivien parelles casades, en un 9% dones solteres, i en un 31,5% no eren unitats familiars. En el 31,5% dels habitatges hi vivien persones soles el 19,1% de les quals corresponia a persones de 65 anys o més que vivien soles. El nombre mitjà de persones vivint en cada habitatge era de 2,35 i el nombre mitjà de persones que vivien en cada família era de 2,95.
Per edats la població es repartia de la següent manera: un 23% tenia menys de 18 anys, un 5,7% entre 18 i 24, un 30,6% entre 25 i 44, un 22% de 45 a 60 i un 18,7% 65 anys o més.
L'edat mediana era de 39 anys. Per cada 100 dones de 18 o més anys hi havia 85,1 homes.
La renda mediana per habitatge era de 31.500 $ i la renda mediana per família de 40.000 $. Els homes tenien una renda mediana de 36.250 $ mentre que les dones 16.250 $. La renda per capita de la població era de 14.695 $. Entorn del 4% de les famílies i el 10,1% de la població estaven per davall del llindar de pobresa.

## Poblacions més properes
El següent diagrama mostra les poblacions més properes.